# Apiculture en Turquie
La Turquie est l’un des principaux producteurs de miel, avec une production annuelle de plus de 100000 tonnes. La qualité du miel est contrôlée nationalement par l'Institut Technique Turque (TSE).
La Turquie bénéficie de conditions climatiques et d’une diversité florale idéale pour l’Apiculture, avec des populations d’abeille locales qui comprennent plusieurs sous-espèces d’Apis mellifera. La Turquie est notamment connue pour sa production de Miel de Pin issues des régions côtières égéennes et méditerranéennes, dont la province Muğla. Ce miel est produit a partir du miellat de  Marchalina hellenica  qui se nourrit sur le Pin de Calabre.